# Bibi Wintersdorf
Bibi (Jeanne) Wintersdorf (* 29. April 1963 in Esch sur Alzette) ist eine luxemburgische Autorin, Moderatorin, TV-Produzentin, Kommunikationsexpertin und Hochschuldozentin.

## Ausbildung und Studium
Erste öffentliche Auftritte als Sängerin hat Bibi Wintersdorf bereits 1977 im Alter von 14 Jahren. Es folgten Bühnenauftritte mit selbst komponierten Songs und einem Repertoire an international bekannten Folksongs, was ihr einen Eintrag im Luxemburger Rocklexikon und den Spitznamen „Joan Baez Luxemburgs“ einbrachte. 1983 war sie an der alternativ-engagierten Langspielplatte „BIOS“ beteiligt, die in den Linster-Studios in Luxemburg aufgenommen wurde. Sie studierte Musik und Gesang am Konservatorium in Luxemburg und anschließend während ihres Sprachstudiums in Brüssel, klassischen Gesang am Conservatoire de Musique de Forest. Später, während ihrer Zeit bei RTL Television war sie als Sängerin und Produzentin an mehreren Musikproduktionen mit Kinderliedern beteiligt, von denen einige mit Goldenen Schallplatten ausgezeichnet wurden.

## Beruflicher Werdegang
Nach ihrem Dolmetscherstudium in Brüssel wurde Bibi Wintersdorf Angestellte des Finanzministeriums in Luxemburg, wo sie mit dem damaligen Börsenkommissar und heutigen Mitglied der Europäischen Zentralbank (EZB) Yves Mersch sowie dem Premier-/Finanzminister Jacques Santer zusammenarbeitete. Zeitgleich moderierte sie eigene Rundfunksendungen für den Sender RTL Radio Lëtzebuerg, für den sie später als freie Kolumnistin arbeitete.
1987 wechselte sie an die Luxemburgische Botschaft in Bonn, wo sie bis 1989 als Direktorin die PR- und Tourismus-Abteilung leitete.

### Produzentin
Von 1989 bis 1996 war Wintersdorf verantwortliche Produzentin und Abteilungsleiterin des Kinder- und Jugendprogramms des privaten Fernsehsenders RTL Television in Köln. Sie produzierte zahlreiche Kinder- und Jugendsendungen, von denen einige ausgezeichnet wurden, so z. B. die Sendung „Li-La-Launebär“, die 1992 in Aachen den renommierten Kulturpreis Spiel erhielt.
1996, nach der Geburt ihrer Tochter, kehrte Bibi Wintersdorf zurück nach Luxemburg und gründete dort ihre eigene Produktionsfirma, Mettymedia Sàrl, mit der sie mehrere Hundert Kinder- und Jugendsendungen, sowie Magazine und Spots für diverse deutsche Fernsehanstalten produzierte (Super RTL, KIKA, ARD, Pro Sieben).

### Moderatorin
Von 1997 bis 1998 war Bibi Wintersdorf leitende Produzentin der Magazinschiene des nationalen TV-Senders RTL Télé-Lëtzebuerg und moderierte dort die wöchentliche VIP-Sendung „High-Leit“, in der sie Porträts von und Gespräche mit Persönlichkeiten des öffentlichen Lebens präsentierte.
Wintersdorf moderierte ab 1996 mehrsprachig viele Großveranstaltungen, Preisverleihungen und Galas, darunter 2007 die offizielle Eröffnung des Kulturjahres in Luxemburg, im Beisein des großherzoglichen Hofes.

### Station & Corporate Voice
Von 2009 bis 2013 war sie als Deputy Manager und Executive Producer verantwortlich für die Kreativabteilung von IP Luxemburg (Werbevermarkter- und -produzent). Im gleichen Zeitraum war sie „station voice“ von RTL Radio Lëtzebuerg und „corporate voice“ für viele namhafte in- und ausländische Unternehmen.

### Kommunikationstrainerin
2008–2009 coachte Bibi Wintersdorf als Kommunikationstrainerin alle 66 Kandidaten der damaligen Regierungspartei CSV im Wahlkampf. Sie arbeitet seitdem als Kommunikationscoach für unterschiedliche Organisationen, Ministerien und Privatunternehmen. Seit Anfang 2014 ist sie Certified Professional und Executive Coach und Mitglied der ICF (International Coach Federation).

### Hochschuldozentin
Seit Anfang 2013 lehrt Wintersdorf an der staatlich anerkannten und akkreditierten privaten eufom University (European University for Economics and Management A.s.b.l.) Konfliktmanagement und Business Englisch. Sie ist Mitglied im European Institute for Knowledge & Value Management (EIKV) und leitet dort den Forschungsschwerpunkt „Human Capital Management“.

### Autorin
2006 erschien das erste Buch von Bibi Wintersdorf, Luxemburg in den 50er Jahren, ein historisches Fachbuch und Bestseller, der 2007 mit dem Luxemburgischen Buchpreis ausgezeichnet wurde. Es folgten weitere 3 Bände, Luxemburg in den 60er Jahren, Luxemburg in den 70er Jahren und Luxemburg in den 80er Jahren sowie ein Kochbuch (2007 hatte sie den dritten Platz im Finale des internationalen Cooking-Cup in Kapstadt belegt), allesamt preisgekrönte Bestseller.

## Bibliografie/Veröffentlichungen
- Lëtzebuerg an de 50er Joeren Historisches Fachbuch über die 50er Jahre in Luxemburg, ausgezeichnet mit dem Luxemburger Buchpreis 2007, Editions Schortgen, Luxemburg, ISBN 978-2-87953-044-4, Sprache(n): Deutsch, Englisch, Erscheinungsjahr: 2006, Französisch (mehrsprachig).
- Lëtzebuerg an de 60er Joeren Historisches Fachbuch über die 60er Jahre in Luxemburg, ausgezeichnet mit dem Luxemburger Buchpreis 2008, ISBN 978-2-87953-049-9, Sprache(n): Deutsch, Englisch, Erscheinungsjahr: 2007, Französisch (mehrsprachig).
- KACHEN Ein Basis-Kochbuch, nominiert für den Luxemburger Buchpreis 2010, ISBN 978-2-87953-080-2, Sprache(n) Deutsch, Französisch, Erscheinungsjahr: 09/1909 (mehrsprachig)
- Lëtzebuerg an de 70er Joeren Historisches Fachbuch über die 70er Jahre in Luxemburg, nominiert für den Luxemburger Buchpreis 2011, ISBN 978-2-87953-111-3 Sprache(n): Deutsch, Englisch, Erscheinungsjahr: 11/2010, Französisch (mehrsprachig)
- Lëtzebuerg an den 80er Joeren Historisches Fachbuch über die 80er Jahre in Luxemburg, nominiert für den Luxemburger Buchpreis 2012, ISBN 978-2-87953-122-9, Sprache(n): Allemand, Anglais, Année de parution: 11/11, Français (multilingue)

## Ehrenamtliches Engagement
Seit 2000 engagiert sich Wintersdorf für den Fifty-One International, ein Service-Club mit dem Motto „Freundschaft, Toleranz und Wertschätzung“, der sich für den Dienst an der Gemeinschaft einsetzt. Sie war von 2008 bis 2011 Präsidentin des Clubs Fifty-One Ladies Luxembourg-Europe, sowie ab 2013 Präsidentin des von ihr gegründeten Fifty-One Clubs Ladies International Gëlle Fra, der als erster internationaler (englischsprachiger) Club der Bewegung in Luxemburg rund 40 Mitglieder und mehr als 20 Nationalitäten vereint.
Von 2010 bis 2013 amtierte sie als erste weibliche Gouverneurin des Fifty-One (Repräsentantin des Großherzogtums Luxemburg auf internationaler Ebene).

## Persönliches
Wintersdorf war von 1992 bis 2008 in erster Ehe mit dem Radio- und Fernsehmoderator Metty Krings verheiratet, mit dem sie eine Tochter (* 1995) hat. 2010 heiratete sie den italienischen Ingenieur und Manager Maurizio Maffei. Bibi Wintersdorf lebt und arbeitet in Luxemburg.